# Raïon Nanaï
Le raïon Nanaï (en russe : Нана́йский райо́н, Nanaïski raïon, en nanaï : Нанайскай райони, Нани райони, Хэдзени боа, Nanaïski raïoni, Nani raïoni, Khedzeni boa) est une subdivision administrative (raïon) et une municipalité (raïon municipal) du kraï de Khabarovsk, en Russie. Le raïon fait partie de la région d'Extrême-Orient russe. Son centre administratif est le village de Troïtskoïe, et il compte en tout 20 localités, réparties dans 14 municipalités. Sa population s'élevait à 14 430 habitants en 2023.